# ハリケーン・マリア
ハリケーン・マリア（Hurricane Maria）は、2017年9月にドミニカ国とプエルトリコを襲った大型ハリケーンである。

## 概要
ハリケーン・マリアは熱帯低気圧となってからわずか24時間後にカテゴリー5のハリケーンへと劇的な成長を遂げ、9月19日にドミニカに上陸、ドミニカの国民総生産の224%に達する13億アメリカドルという壊滅的な被害をもたらした。
またその後プエルトリコに上陸し、プエルトリコでは1928年以来最も破壊的と評され、2018年5月30日のBBCの報道によればプエルトリコ政府発表の死者数は従来64人とされて来たが、ハーバード大学の試算によれば政府発表の70倍となる4,600人以上に達するとの試算結果が報告されている。
プエルトリコ死者数試算結果の3分の1は停電および交通網の破壊によって引き起こされた医療行為の中断が原因であり、ハリケーン・マリアの襲来後3か月で被災者死亡数が60％増加したと推測されている。また医療の混乱は被災者の罹患率と死亡率の双方を上昇させる要因ともなっており、慢性疾患により電力に依存する高度医療機器を用いる患者が同地域内で2018年4月現在も頻発する停電の影響を受けたことが示唆されている。
アメリカ海洋大気庁（NOAA）によると、ハリケーン・マリアによる経済損失は合計で900億ドル（約9兆9000億円）に達した。また2017年に大西洋で発生したハリケーン・マリアも含むハリケーン被害総額はアメリカ合衆国内だけでも2,500億ドルに達している。これは2005年のハリケーン・カトリーナ、2017年のハリケーン・ハービーに次ぐアメリカ合衆国史上3番目に甚大な被害をもたらしたハリケーンであった。
これらの破壊的な被害により、ハリケーン名としてMから始まる国際名Mariaの名称は2017年限りで引退となり、代替として以後は国際名Margotに変更となった。

## 大統領の対応
2017年10月3日、ドナルド・トランプ大統領はプエルトルコの被災地を訪問。防災担当者の前で、規模の割に死者数は少なかったこと、救援が適切に行われたことに対して「誇っていい」とねぎらい褒め称えた。もっとも大統領の発言の多くは批判者を黙らせるためのものだと受け取られたほか、必需品の配給が行われていた礼拝堂でペーパータオルを投げるポーズを行ったことについては批判を受けた。